# 1760 Сандра
1760 Сандра (1760 Sandra) — астероїд головного поясу, відкритий 10 квітня 1950 року.
Тіссеранів параметр щодо Юпітера — 3,179.